# 天隐子
《天隐子》是唐朝道士司马承祯撰写的一部道书。共分8篇。主要论述成仙的可能性，以及成仙的方法。书中认为人人都可能成仙，关键在于修炼自己的“灵气”。全書目錄包括：	漸門第一、齋戒第二、安處第三、存想第四、坐忘第五、神解第六。该书收录于明《正統道藏》中。萧天石在《道藏精华》中如此评价本书：“言簡意賅，盡妙極玄，指階淺入深之路，開由漸而頓之門。”